# Vincenzo (serie de televisión)

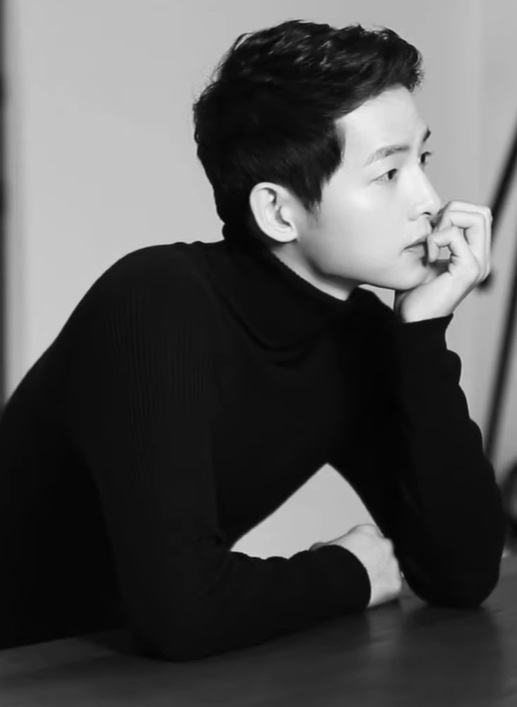
Song Joong-ki

Vincenzo (Hangul: 빈센조; RR: Binsenjo) es una serie de televisión surcoreana emitida del 20 de febrero de 2021 hasta el 2 de mayo de 2021 a través de tvN y Netflix.

## Sinopsis
Con tan sólo 8 años, Park Joo-hyung se fue a Italia después de ser adoptado. Ahora siendo un adulto y con el nombre de Vincenzo Cassano, es un abogado, que trabaja como consigliere para la mafia italiana.
Debido a una guerra entre grupos (facciones) dentro de la mafia se ve obligado a volver a Corea del Sur. En Corea, conoce y termina involucrándose con la abogada Hong Cha-young, una mujer con una personalidad extrovertida que está dispuesta a realizar cualquier cosa con tal de ganar un caso. Luego de que Vincenzo y el padre de Cha-young son atacados, ambos se unen y deciden llevar al grupo Babel y sus integrantes a la justicia. Poco a poco Vincenzo se enamora de ella y logra traer la justicia social a su manera.
Por otro lado, Jang Joon-woo es un inteligente y trabajador pasante de primer año de derecho en la firma.
Mientas que Jang Han-seo, el joven presidente de Babel Group, es hombre con un lado loco y sin sentido de conciencia, que está obsesionado con ganar y usa la tiranía y los abusos de poder para obtener lo que quiere, convirtiéndolo en un objetivo para Vincenzo Cassano.
Finalmente, Han Seung-hyuk, es un abogado del bufete de abogados más importante de Corea y el hombre a cargo de limpiar los conflictos y problemas ocasionados por Babel Group.

## Reparto

### Personajes principales
| Actor                        | Personaje                         | N.º de episodios | Notas |
| ---------------------------- | --------------------------------- | ---------------- | --- |
| Song Joong-ki Kim Shi-woo    | Vincenzo Cassano / Park Joo-hyung | 20 6             | Es un abogado italiano y consigliere de la mafia italiana, que trabaja como asesor y experto en reconciliación de disputas. Es el hijo adoptivo del difunto jefe de la familia Cassano, una familia de la mafia. Su nombre de nacimiento coreano es Park Joo-hyung y es el verdadero propietario de Geumga Plaza. Por lo general utiliza trajes elegantes hechos a medida. Su método para lidiar con los problemas implica amenazar con usar la debilidad de la persona o amenazar con matar. A su llegada a Corea se convierte en el asesor del bufete de abogados "Jipuragi Law Firm" de Hong Yoo-chan a quien ayuda en su lucha contra Babel Pharmaceutical. Cuando ambos son atacados y Yoo-chan muere, Vincenzo se enfurence y decide vengarse de los responsables con la ayuda de Cha-young y la gente que vive en el Geumga Plaza. Luego de vengarse de Jang Jun-woo, decide irse de nuevo a Italia. Un año después, regresa a Corea del Sur y se reúne con Cha-young a quien finalmente le revela sus sentimientos. Antes de irse nuevamente, la invita a unirse a él en su isla en Malta. |
| Jeon Yeo-been                | Hong Cha-young                    | 20               | Es una abogada asociada del bufete de abogados "Woosang Firm" así como la hija de Hong Yoo-chan. Es una persona que tiende a reaccionar de forma exagerada. Su método para lidiar con los problemas generalmente implican sobornos y aunque parece que está dispuesta a hacer cualquier cosa tal de ganar un caso, en realidad es una persona empática, que está dispuesta a proteger al inocente a toda costa. Aunque culpa a su padre por la muerte de su madre, queda destrozada por nunca haber sido más cercana a él, después de ser asesinado a manos de los hombres del grupo Babel. Luego de descubrir que el bufete donde trabaja está involucrado en el crimen e intenta manchar la imagen de su padre, renuncia y decide convertirse en la nueva directora ejecutiva de "Jipuragi Law Firm", el bufete de abogados de su padre. Poco después, se une a Vincenzo para vengarse de ellos. Más tarde, es secuestrada por Jang Jun-woo pero Vincenzó la rescata, mientras intentan huir recibe un disparo en la espalda, por lo que tiene que pasar un tiempo en el hospital. Poco después, luego de completar su venganza en contra de Jun-woo se despide de Vincenzo, quien regresa a Italia. Un año después cuando él regresa finalmente revelan sus verdaderos sentimientos y antes de que se vaya de nuevo, Vincenzo la invita a su isla en Malta. |
| Ok Taec-yeon Moon Seong-hyun | Jang Han-seok (Jang Jun-woo)      | 20 15            | Aunque aparenta ser el inteligente, trabajador, educado y sincero pasante de derecho de primer año en el bufete de abogados "Woosang Law" que trabaja como pasante de Hong Cha-young. Aunque frente a otros actúa como ingenuo y torpe, por lo que es propenso a cometer errores, en realidad es un hombre peligroso a quien no le importa cometer asesinatos con tal de alcanzar sus objetivos. Más tarde se revela que en realidad Jun-woo es Jang Han-seok, el verdadero presidente de la corrupta "Babel Group", así como el hijo legítimo y mayor del antiguo presidente de la corporación. También se descubre que Jun-woo fue responsable del asesinato de su padre, así como de la muerte de sus amigos en la escuela secundaria. Más tarde, mata a su hermano Jang Han-seo, cuando este intentaba proteger a Vincenzo y a Hong Cha-young. Finalmente recibe su castigo a manos de Vincenzo, quien luego de capturarlo, le hace pagar por todos sus crímenes torturándolo hasta morir. |
| Kwak Dong-yeon               | Jang Han-seo                      | -                | Es el medio hermano menor de Jang Han-seok (quien se hace pasar por Jang Jun-woo) e hijo ilegítimo del anterior presidente de "Babel Group". Actualmente actúa públicamente como el presidente de Babel Group en lugar de Jun-woo. Aunque parece grosero, arrogante, pretencioso y una persona con poder y riqueza que no tiene miedo en usarlos sobre los demás en realidad es extremadamente despistado. Más tarde se revela que en realidad sólo sigue las indicaciones de Jun-woo por miedo. Poco después, logra cambiar su vida y se une a Vincenzo y poco a poco comienza a respetarlo y verlo como a un verdadero hermano. Lamentablemente, más tarde muere luego de recibir varios disparos a manos de Jun-woo, mientras intentaba proteger a Vincenzo y a Hong Cha-young. Poco después, Vincenzo lo venga. |
| Jo Han-chul                  | Han Seung-hyuk                    | 20               | Es el CEO del bufete de abogados de Woosang Law, la firma más grande de Corea, así como uno de los abogados encargados de arrreglar los problemas ocasionados por Babel Group. Es el que reclutó a Choi Myung-hee para unirse a ellos, y aunque es corrupto no llega al grado de Myung-hee. Más tarde, es asesinado, luego de ser acuchillado varias veces por dos hombres que seguían las órdenes de Jang Jun-woo. |
| Kim Yeo-jin                  | Choi Myung-hee                    | -                | Es una abogada que previamente fue una fiscal, que decide renunciar a su trabajo para unirse a la firma Woosang Law como su nueva socia principal y abogada del Babel Group. Aunque parece bondadosa y extremadamente despreocupada en realidad es una mujer extremadamente corrupta que está dispuesta a hacer cualquier cosa con tal de ganar sus casos, incluido la conspiración y el asesinato. Persigue sus objetivos sin derramar sangre ni lágrimas. Más tarde muere quemada, luego de que Vincenzo la hiciera pagar por sus crímenes. |

### Personajes secundarios

#### Miembros de Jipuragi Law Firm
| Actor          | Personaje     | Episodio(s) donde apareció | Notas |
| -------------- | ------------- | -------------------------- | --- |
| Yoo Jae-myung  | Hong Yoo-chan | 3                          | Es un abogado y el padre de Hong Cha-young. Tiene un bufete de abogados llamado "Jipuragi Law Firm", el cual atiende a quienes lo necesitan, como los inquilinos de Geumga Plaza. Más tarde muere luego de ser atacado por hombres enviados por el presidente de Babel Group, luego de descubrir que Babel Phramaceutical utilizaría un nuevo medicamento con drogas ilegales, lo que deja destrozada a Cha-young. |
| Yoon Byung-hee | Nam Joo-sung  | -                          | Es un gerente del bufete de abogados "Jipuragi Law Firm" y la mano derecha de Hong Yoo-chan. |

#### Inquilinos del Geumga Plaza
| Actor           | Personaje                  | Episodio(s) donde apareció | Notas |
| --------------- | -------------------------- | -------------------------- | --- |
| Choi Young-joon | Cho Young-woon ("Mr. Cho") | -                          | Es el dueño de Geumga Plaza. Es un amigo de Vincenzo en quien él confía, aunque más tarde lo traiciona cuando están sacando el tesoro escondido en la plaza, pero poco después hacen las paces.                                |
| Yang Kyung-won  | Lee Cheol-wook             | -                          | Es un inquilino de Geumga Plaza, así como el copropietario de la casa de empeños "Mr. Pawnshop", quien se une a Vincenzo. Luego junto con su esposa, se convierten en padres de una niña al que la nombran Dal-rae.            |
| Seo Ye-hwa      | Jang Yeon-jin              | -                          | Es una inquilina de Geumga Plaza, así como la esposa de Lee Cheol-wook y copropietaria de la casa de empeños "Mr. Pawnshop", quien se une a Vincenzo. Poco después queda embarazada, y al final tuvo una hija llamada Dal-rae. |
| Choi Deok-moon  | Tak Hong-shik              | -                          | Es un inquilino de Geumga Plaz y dueño del servicio de limpieza "Jeil Dry Cleaners", quien se une a Vincenzo. |
| Kim Yoon-hye    | Seo Mi-ri                  | -                          | Es una inquilina de Geumga Plaza, que se encarga de dar lecciones de piano en "Destiny Piano". Es muy buena con la tecnología y pone sus habilidades en práctica cuando se une a Vincenzo.                                     |
| Lee Hang-na     | Kwak Hee-soo               | -                          | Es una inquilina de Geumga Plaza, así como la propietaria del restaurante de bunsik (comida rápida coreana) "Yeongho Snack Bar", quien se une a Vincenzo.                                                                      |
| Kang Chae-min   | Kim Young-ho               | -                          | Es el hijo adolescente de Kwak Hee-soo. |
| Kwon Seung-woo  | Chae-shin                  | -                          | Es un inquilino de Geumga Plaza, así como un monje budista del templo "Nanyak", quien se une a Vincenzo. Fue uno de los piratas informáticos del casillero de oro.                                                             |
| Lee Woo-jin     | Jeok-ha                    | -                          | Es un inquilino de Geumga Plaza, así como un monje budista del tempo "Nanyak", quien se une a Vincenzo. Fue uno de los piratas informáticos del casillero de oro.                                                              |
| Kim Hyung-mook  | "Toto"                     | -                          | Es un inquilino de Geumga Plaza, así como el chef y propietario del restaurante de pasta llamado "Arno", quien se une a Vincenzo.                                                                                              |
| Kim Seol-jin    | Larry Kang                 | -                          | Es un inquilino de Geumga Plaza, así como el propietario del estudio de ejercicios "Go Step Dance Studio", quien se une a Vincenzo.                                                                                            |

#### Agencia Internacional de Inteligencia de Seguridad
| Actor        | Personaje   | Episodio(s) donde apareció | Notas |
| ------------ | ----------- | -------------------------- | --- |
| Im Chul-soo  | Ahn Ki-seok | -                          | Es el líder de la división italiana del equipo de respuesta al crimen organizado extranjero del Servicio Nacional de Inteligencia. Conoce a Vincenzo, a quien respeta. |
| Kwon Tae-won | Tae Jong-gu | -                          | Es el jefe de la División de Respuesta al Crimen Internacional. |

#### Miembros de Ant Financial Management
| Actor           | Personaje    | Episodio(s) donde apareció | Notas |
| --------------- | ------------ | -------------------------- | --- |
| Kim Young-woong | Park Seok-do | -                          | Es el presidente de la empresa privada de préstamos y gestión financiera "Ant Financial Management". Aunque al inicio tiene problemas con los inquilinos del Geumga Plaza, poco después se une a Vincenzo, Hong Cha-young y los inquilinos para vengarse de Jang Jun-woo. |
| Lee Dal         | Jun Soo-nam  | -                          | Es el asociado de Park Seok-do. |
| Jung Ji-yoon    | Ms. Yang     | -                          | Es una contadora en "Ant Financial Management". Más tarde se une a Vincenzo, Hong Cha-young y los inquilinos del Geumga Plaza para vengarse de Jang Jun-woo. |
| Son Hwa-young   | -            | -                          | |

#### Personas cercanas a Vincenzo
| Actor            | Personaje     | Episodio(s) donde apareció | Notas |
| ---------------- | ------------- | -------------------------- | --- |
| Yoon Bok-in      | Oh Kyung-ja   | -                          | Es la madre biológica de Vincenzo, más tarde es asesinada bajo las órdenes de Jang Jun-woo, lo que ocasiona que Vincenzo busque vengarse. |
| Salvatore Alfano | Paolo Cassano | -                          | Es el hermano adoptivo de Vincenzo, así como su enemigo. Más tarde Choi Myung-hee lo contacta para deshacerse de Vincenzo.                |
| Luca Vaquer      | Luca          | -                          | Es un amigo de Vincenzo de Italia. |

#### Miembros de Babel Group
| Actor          | Personaje     | Episodio(s) donde apareció | Notas                                                                   |
| -------------- | ------------- | -------------------------- | ----------------------------------------------------------------------- |
| Na Chul        | Na Deok-jin   | 3-                         | Es un miembro de "Bael Group".                                          |
| Kim Jin-bok    | Yu Min-chul   | -                          | Es un investigador de "Bael Group".                                     |
| Hong Seo-joon  | Gil Jong-moon | -                          | Es un miembro de "Babel Group".                                         |
| Lim Jung-min   | -             | 2                          | Es el asistente de Jang Jun-woo y Han-seo.                              |
| Im Jae-geun    | -             | 2-3                        | Es un investigador farmacéutico de "Babel Group".                       |
| Shim Yoon-bo   | Lee U-yeong   | 5, 7                       |                                                                         |
| Kang Suk-won   | -             | 5, 7                       | Es un empleado y líder de un equipo de "Babel Chemicals".               |
| Lee Kyung-oh   | -             | 5, 8                       | Es un ejecutivo de "Babel Group".                                       |
| Kim Sung-yong  | -             | 7                          | Es el jefe de desarrollo de los nuevos materiales de "Babel Chemicals". |
| Seo Min-sung   | -             | 8                          | Es un director gerente.                                                 |
| Kim Kyung-min  | Mr. Lee       | 12                         | Es el líder de la unión.                                                |
| Heo Seon-haeng | -             | 12-13                      | Es un asambleísta de "Babel Tower Group".                               |
| Yoon Gyung-ho  | Nam Sin-bae   | 13                         | Es el líder de equipo.                                                  |
| Shin Dong-hoon | -             | 13                         | Es un personal de seguridad.                                            |
| Jeon Jin-oh    | Park Chan-ki  | 13, 15                     |                                                                         |
| Maeng Bong-hak | Kim Uk-hyeon  | 17                         | Es un asambleísta de "Babel Tower Group".                               |
| Kim Hye-jung   | -             | 17                         | Es una jefa de distrito de "Babel Tower Group".                         |

#### Miembros de Wusang Law Firm
| Actor          | Personaje     | Episodio(s) donde apareció | Notas                                |
| -------------- | ------------- | -------------------------- | ------------------------------------ |
| Jung Yeon-woo  | Park Do-hun   | -                          | Es un abogado de "Wusang Law Firm".  |
| Park Sun-young | Yoon In-seo   | -                          | Es una abogada de "Wusang Law Firm". |
| Yang Seung-won | Seo Seong-wan | -                          | Es un abogado de "Wusang Law Firm".  |

#### Fiscalía del Distrito Sureste
| Actor           | Personaje     | Episodio(s) donde apareció | Notas |
| --------------- | ------------- | -------------------------- | --- |
| Seo Jin-won     | Hwang Jin-tae | -                          | Es el fiscal en jefe de la Fiscalía del Distrito Sureste. |
| Hwang Tae-kwang | Seo Woong-ho  | -                          | Es un fiscal de la Fiscalía del Distrito Sureste. |
| Cha Soon-bae    | Mr. Heo       | 6-7, 19                    | Es un juez de la corte que por lo general termina presidiendo casos que involucran a Hong Cha-young y Vincenzo Cassano, por lo que en su sala siempre hay caos. |
| Yoo Yeon        | Kim Yeo-won   | 7                          | Es la esposa de Gil Jong-moon, así como la directora del Centro de Cáncer Pediátrico del Hospital Universitario Sungwon.                                        |
| Ko Sang-ho      | Jung In-guk   | 9-10, 18                   | Es un fiscal de la Fiscalía del Distrito Sureste. |
| Jun Joon-woo    | -             | 11                         | Es un miembro del equipo de la fiscalía. |
| Kim Byung-chul  | -             | 11                         | Es un fiscal. |
| Son Seon-geun   | -             | 1                          | Es un juez. |
| Lee Se-wook     | -             | 1                          | Es un fiscal. |
| Lee Ji-young    | -             | 6-7                        | Es un empleado de la sala de audiencias. |

### Otros personajes
| Actor            | Personaje       | Episodio(s) donde apareció | Notas                                                                                                 |
| ---------------- | --------------- | -------------------------- | --- |
| Lee Do-guk       | Hwang-gyu       | -                          | Es un chef que trabaja en el Geumga Plaza.                                                            |
| Kim Tae-hoon     | Pyo Hyeok-pil   | -                          | Es un aliado de Choi Myung-hee, quien mandó a matar al abogado Hong Yoo-chan.                         |
| Jung Wook-jin    | Seon-ho         | -                          | Es un joven cliente de "Wusang Law Firm".                                                             |
| Andreas Fronk    | -               | 1                          | Es un asesino italiano que intenta matar a Vincenzo.                                                  |
| Paul Battle      | -               | 1                          | Es un testigo experto de la fiscalía.                                                                 |
| Richard Kim      | -               | 1                          | Es un espectador en la salda de la corte.                                                             |
| Yang Seung-kul   | Park Dae-jin    | 2                          | Es un ministro.                                                                                       |
| Ki Hwan          | -               | 2                          | Es un reportero de la "HBN".                                                                          |
| Seol Chang-hee   | -               | 3                          | Es un detective de Villa.                                                                             |
| Oh Ki-hwan       | -               | 3                          | Es un detective de Villa.                                                                             |
| Lee Gyu-sub      | Kang Ho-chul    | 4, 16                      | Es un prisionero.                                                                                     |
| Kim Jin-yi       | -               | 4-5                        | Es una antigua cliente de "Jipuragi Law Firm".                                                        |
| Kim Eun-seok     | -               | 4-5                        | Es un antiguo cliente de "Jipuragi Law Firm".                                                         |
| Kim Geum-soon    | -               | 4-5                        | Es una antigua cliente de "Jipuragi Law Firm".                                                        |
| Kook Joong-woong | -               | 4-5                        | Es un antiguo cliente de "Jipuragi Law Firm".                                                         |
| Kim Wang-geun    | Chun Il-su      | 5                          | Es un miembro de "Daechang Daily / TV Daechang".                                                      |
| Go Han-min       | -               | 5-6                        | Es un reportero.                                                                                      |
| Lee So-geum      | -               | 5-6                        | Es un reportero.                                                                                      |
| Kang Hak-soo     | -               | 5-6                        | Es un demandante de "Babel Chemicals" que acude a la firma de abogados "Jipuragi Law Firm" por ayuda. |
| Yoo Soo-yang     | -               | 6                          | Es un bloguero de comida.                                                                             |
| Lee So-mi        | -               | 6                          | Es una bloguera de comida.                                                                            |
| Hong Suk-youn    | -               | 6                          | Es el tío de Lee Cheol-wook.                                                                          |
| Seo Chae-mi      | Seo Min-hui     | 6                          | Es una mujer relacionada con Jang Guk-han.                                                            |
| Yoo Young-bok    | Hwang Suk-jin   | 6                          | Es una mujer relacionada con Jang Guk-han.                                                            |
| Yoo Young-bok    | Jang Guk-han    | 6-7                        | Es el CEO de "Babel Group" y el padre de Jang Jun-woo y Jang Han-seo.                                 |
| Kang Ei-shik     | -               | 7                          | Es un sastre.                                                                                         |
| Jeon Woon-jong   | -               | 7, 10                      | Es un detective.                                                                                      |
| Han Seung-yoon   | -               | 7, 10                      | Es un detective.                                                                                      |
| Choi Young-min   | -               | 8                          | Es un detective.                                                                                      |
| Myung Jae-hwan   | Kim Sang-yun    | 11                         | |
| Kim Won-seok     | -               | 11                         | Es un empleado de la sede administrativa.                                                             |
| Lee Jong-yoon    | -               | 13, 15                     | Es un presentador de noticias de televisión de "Daechang Daily / TV Daechang".                        |
| Geum Kwang-san   | Keum Gwang-jin  | 14                         | |
| Joey Albright    | George Anderson | 14                         | |
| Lee Hye-jung     | Jung Do-hee     | 14-15                      | Es la directora de la galería "Ragusang".                                                             |
| Oh Seung-chan    | -               | 14-15                      | Es el jefe de seguridad de la galería "Ragusang".                                                     |
| Yoon Seo-yeon    | Jung Seung-min  | 15                         | |
| Im Sung-jae      | Biryu           | 15                         | Es un chamán en "Daechang Daily / TV Daechang".                                                       |
| Im Ji-min        | -               | 15                         | Es la esposa de Jung In-guk.                                                                          |
| Shin Soo-hyun    | -               | 16                         | Es una enfermera.                                                                                     |
| Kim Woo-jin      | -               | -                          | Es un joven paramédico.                                                                               |
| Park Yoo-ra      | -               | 19                         | Es un locutora de "YSN".                                                                              |
| Kim Tae-hoon     | -               | 20                         | Es un detective.                                                                                      |
| Kim Joo-a        | -               | 20                         | Es una mujer en la viña.                                                                              |

### Apariciones especiales
| Actor           | Personaje       | Episodio(s) donde apareció | Notas |
| --------------- | --------------- | -------------------------- | --- |
| Lee Geung-young | Park Seung-joon | 17                         | Es un candidato presidencial. |
| Yoo Tae-woong   | Kim Seok-u      | 17                         | Es un director y secretario de Park Seung-joon.                                                                                         |
| Jeon Jin-ki     | Oh Jung-bae     | 15-16                      | Es un CEO de "Daechang Daily / TV Daechang".                                                                                            |
| Hwang Chansung  | -               | 12                         | Es uno de los personajes principales de la serie "The Age of Stray Dogs and Wild Dogs" que Jang Jun-woo está viendo.                    |
| Nichkhun        | Kim Jin-min     | 12                         | Es uno de los personajes principales de la serie "The Age of Stray Dogs and Wild Dogs" que Jang Jun-woo está viendo.                    |
| Kim Sung-cheol  | Hwang Min-sung  | 8, 20                      | Es el director del banco "Shinkwang Bank", un joven que está enamorado de Vincenzo Cassano. Poco después es arrestado por sus crímenes. |
| Jeon Gook-hyang | -               | 8, 20                      | Es la madre de Hwang Min-sung y presidenta de finanzas de "Shinkwang Bank". Más tarde es arrestada por sus crímenes.                    |
| Im Chae-moo     | -               | 8                          | Es un empleado de la rueda de la fortuna "Moomoo Land" al cual van Vincenzo y Hwang Min-sung.                                           |
| Kim Byung-ji    | -               | 7                          | Es el entrenador del equipo de fútbol juvenil.                                                                                          |
| Ahn Chang-hwan  | Gilbert         | 6-7, 12                    | Es un vagabundo que vive fuera de Geumga Plaza.                                                                                         |
| Jung Young-joo  | -               | 5                          | Es una abogada. |
| Shin Seung-hwan | So Hyun-woo     | 5                          | Es un abogado corrupto que trabaja bajo la nómina de "Woosang Law Firm".                                                                |
| Lee Hee-joon    | -               | 1                          | Es un ladrón y cómplice del conductor de la limosina que le roba a Vincenzo Cassano cuando este regresa a Corea.                        |
| Jin Seon-kyu    | Kim Jong-man    | 1                          | Es un ladrón que se hace pasar por el conductor de una limosina y le roba a Vincenzo Cassano cuando este regresa a Corea.               |
| Jung Soon-won   | -               | 1                          | Es un oficial de la policía del aeropuerto.                                                                                             |

## Episodios
La serie está conformada por veinte episodios, los cuales fueron emitidos todos los sábados y domingos a las 21:00 (KST).
El 7 de abril de 2021 la producción de la serie anunció que esta haría una pausa de una semana después de la emisión de los episodios 15 y 16 para mejorar la calidad del drama. También anunciaron que en vez de emitir el episodio 17 el 17 de abril, en su lugar se transmitiría un episodio especial.

### Ratings
Los números en color rojo indican las calificaciones más bajas, mientras que los números en azul indican las calificaciones más altas.
| Episodio | Fecha de emisión      | Participación promedio de audiencia (AGB Nielsen) | Participación promedio de audiencia (AGB Nielsen) |
| Episodio | Fecha de emisión      | Nacional                                          | Seúl                                              |
| -------- | --------------------- | ------------------------------------------------- | ------------------------------------------------- |
| 1        | 20 de febrero de 2021 | 7.659% (1.ª)                                      | 8.728% (1.ª)                                      |
| 2        | 21 de febrero de 2021 | 9.295% (1.ª)                                      | 10.207% (1.ª)                                     |
| 3        | 27 de febrero de 2021 | 8.121% (1.ª)                                      | 9.340% (1.ª)                                      |
| 4        | 28 de febrero de 2021 | 10.215% (1.ª)                                     | 11.201% (1.ª)                                     |
| 5        | 6 de marzo de 2021    | 9.674% (1.ª)                                      | 10.683% (1.ª)                                     |
| 6        | 7 de marzo de 2021    | 11.082% (1.ª)                                     | 12.165% (1.ª)                                     |
| 7        | 13 de marzo de 2021   | 9.241% (1.ª)                                      | 9.992% (1.ª)                                      |
| 8        | 14 de marzo de 2021   | 10.380% (1.ª)                                     | 11.292% (1.ª)                                     |
| 9        | 20 de marzo de 2021   | 9.057% (1.ª)                                      | 9.729% (1.ª)                                      |
| 10       | 21 de marzo de 2021   | 11.375% (1.ª)                                     | 12.745% (1.ª)                                     |
| 11       | 27 de marzo de 2021   | 9.311% (1.ª)                                      | 10.705% (1.ª)                                     |
| 12       | 28 de marzo de 2021   | 10.736% (1.ª)                                     | 12.405% (1.ª)                                     |
| 13       | 3 de abril de 2021    | 10.815% (1.ª)                                     | 11.555% (1.ª)                                     |
| 14       | 4 de abril de 2021    | 11.258% (1.ª)                                     | 12.487% (1.ª)                                     |
| 15       | 10 de abril de 2021   | 10.296% (1.ª)                                     | 11.150% (1.ª)                                     |
| 16       | 11 de abril de 2021   | 10.572% (1.ª)                                     | 11.600% (1.ª)                                     |
| Especial | 17 de abril de 2021   | 4.445% (1.ª)                                      | 5.098% (2st)                                      |
| 17       | 24 de abril de 2021   | 10.961% (1.ª)                                     | 12.278% (1.ª)                                     |
| 18       | 25 de abril de 2021   | 12.276% (1.ª)                                     | 13.912% (1.ª)                                     |
| 19       | 1 de mayo de 2021     | 11.854% (1.ª)                                     | 12.659% (1.ª)                                     |
| 20       | 2 de mayo de 2021     | 14.636% (1.ª)                                     | 16.564% (1.ª)                                     |
| Promedio |                       |                                                   |                                                   |

## Música
El OST de la serie está conformado por las siguientes canciones:

### Parte 1
| No. | Intérprete                  | Canción                | Duración |
| --- | --------------------------- | ---------------------- | -------- |
| 1   | Choi Sung-hoon (de La Poem) | "Ombra mai fu"         | 3:01     |
| 2   |                             | "Ombra mai fu" (Inst.) | 3:01     |

### Parte 2
| No. | Intérprete | Canción                         | Letra                      | Mpusica                    | Duración |
| --- | ---------- | ------------------------------- | -------------------------- | -------------------------- | -------- |
| 1   | Aalia      | "Adrenaline" (versión italiana) | Park Se-joon y Park Ye-seo | Woo Ji-hoon y Park Se-joon | 3:27     |
| 2   |            | "Adrenaline" (Inst.)            | -                          | Woo Ji-hoon y Park Se-joon | 3:27     |

### Parte 3
| No. | Intérprete | Canción              | Letra                      | Música                     | Duración |
| --- | ---------- | -------------------- | -------------------------- | -------------------------- | -------- |
| 1   | Solar      | "Adrenaline"         | Park Ye-seo y Park Se-joon | Park Se-joon y Woo Ji-hoon | 3:27     |
| 2   |            | "Adrenaline" (Inst.) | -                          | Park Se-joon y Woo Ji-hoon | 3:27     |

### Parte 4
| No. | Intérpretes | Canción             | Duración |
| --- | ----------- | ------------------- | -------- |
| 1   | La Poem     | "Lacrimosa"         | 3:48     |
| 2   |             | "Lacrimosa" (Inst.) | 3:48     |

### Parte 5
| No. | Intérprete | Canción                | Letra                | Música                      | Duración |
| --- | ---------- | ---------------------- | -------------------- | --------------------------- | -------- |
| 1   | Aalia      | "Is This Love"         | Aalia y Park Se-joon | Park Se-joon y Kim Tae-hwan | 3:37     |
| 2   |            | "Is This Love" (Inst.) | -                    | Park Se-joon y Kim Tae-hwan | 3:37     |

### Parte 6
| No. | Intérprete | Canción                           | Letra                                 | Música                     | Duración |
| --- | ---------- | --------------------------------- | ------------------------------------- | -------------------------- | -------- |
| 1   | John Park  | "I'm Always By Your Side"         | Park Se-joon, Woo Ji-hoon y John Park | Park Se-joon y Woo Ji-hoon | 3:51     |
| 2   |            | "I'm Always By Your Side" (Inst.) | -                                     | Park Se-joon y Woo Ji-hoon | 3:51     |

## Premios y nominaciones
| Año  | Categoría                | Premio                               | Nominado      | Resultado |
| ---- | ------------------------ | ------------------------------------ | ------------- | --------- |
| 2021 | Outstanding Korean Actor | 16th Seoul International Drama Award | Song Joong-ki | Ganó      |
| 2021 | Excellent Korean Drama   | 16th Seoul International Drama Award | "Vincenzo"    | Ganó      |
| 2021 | Mejor serie              | 2021 Brand Of The Year Award         | "Vincenzo"    | Ganó      |
| 2021 | Mejor actor              | 57th Baeksang Arts Award             | Song Joong-ki | Nominado  |
| 2021 | Mejor director (TV)      | 57th Baeksang Arts Award             | Kim Hee-won   | Nominado  |

## Producción
La serie fue creada por Studio Dragon.
Contó con la directora Kim Hee-won, quien tuvo el apoyo del guionista Park Jae-bum. Mientras que la producción ejecutiva estará a cargo de Lee Jang-soo y Jang Sae-jung.
La primera lectura del guion fue realizada el 9 de agosto de 2020 en Sangam, Seúl, Corea del Sur.
La serie también contó con el apoyo de la compañía de producción "Logos Film" y fue emitida a través de la tvN.
La conferencia de prensa fue realizada en línea el 15 de febrero de 2021 donde asistieron los actores Song Joong-ki, Jeon Yeo-been y Ok Taecyeon y la directora Kim Hee-won.

### Recepción[91]
El 25 de febrero de 2021, Good Data Corporation compartió su nueva clasificación de los dramas y miembros del elenco que generaron más revuelo durante la semana del 15 al 21 de febrero del mismo año. Las listas se compilaron a partir del análisis de artículos de noticias, publicaciones de blogs, comunidades en línea, videos y publicaciones en redes sociales sobre 18 dramas que están actualmente al aire o que saldrán al aire próximamente. La serie obtuvo el puesto número dos en la lista de dramas, mientras que el actor Song Joong-ki ocupó el puesto 2 dentro de los diez miembros del elenco más comentados de la semana.
El 16 de abril de 2021, Good Data Corporation compartió su nueva clasificación de los dramas y miembros del elenco que generaron más revuelo durante la segunda semana del mismo mes. Las listas se compilaron a partir del análisis de artículos de noticias, publicaciones de blogs, comunidades en línea, videos y publicaciones en redes sociales sobre los dramas que están actualmente al aire o que saldrán al aire próximamente. La serie obtuvo el puesto número uno en la lista de dramas, mientras que los actores Song Joong-ki, Jeon Yeo-been y Ok Taec-yeon ocuparon los puestos 1, 2 y 6 respectivamente dentro de los diez miembros del elenco más comentados de la semana.
El 21 de abril de 2021, Good Data Corporation compartió su nueva clasificación de los dramas y miembros del elenco que generaron más revuelo durante la semana del 12 al 18 de abril del mismo año. Las listas se compilaron a partir del análisis de artículos de noticias, publicaciones de blogs, comunidades en línea, videos y publicaciones en redes sociales sobre los dramas que están actualmente al aire o que saldrán al aire próximamente. La serie obtuvo el puesto número uno en la lista de dramas, mientras que los actores Song Joong-ki, Jeon Yeo-been y Ok Taec-yeon ocuparon los puestos 1, 8 y 10 respectivamente dentro de los diez miembros del elenco más comentados de la semana.
El 28 de abril de 2021, Good Data Corporation compartió su nueva clasificación de los dramas y miembros del elenco que generaron más revuelo durante la semana del 19 al 25 de abril del mismo año. Las listas se compilaron a partir del análisis de artículos de noticias, publicaciones de blogs, comunidades en línea, videos y publicaciones en redes sociales sobre los dramas que están actualmente al aire o que saldrán al aire próximamente. La serie obtuvo el puesto número uno en la lista de dramas, mientras que los actores Song Joong-ki, Kwak Dong-yeon, Jeon Yeo-been y Ok Taec-yeon ocuparon los puestos 1, 3, 6 y 9 respectivamente dentro de los diez miembros del elenco más comentados de la semana.
El 8 de mayo de 2021, Good Data Corporation compartió su nueva clasificación de los dramas y miembros del elenco que generaron más revuelo durante la semana del 26 de abril al 2 de mayo del mismo año. Las listas se compilaron a partir del análisis de artículos de noticias, publicaciones de blogs, comunidades en línea, videos y publicaciones en redes sociales sobre los dramas que están actualmente al aire o que saldrán al aire próximamente. La serie obtuvo el puesto número uno en la lista de dramas, mientras que los actores Song Joong-ki, Jeon Yeo-been, Kwak Dong-yeon y Ok Taec-yeon ocuparon los puestos 1, 2, 3 y 4 respectivamente dentro de los diez miembros del elenco más comentados de la semana.

### Distribución internacional
En 2021 la serie también fue emitida en Paraguay a través de LOCA108 TV UHD4K.